# Кудимага
Кудимага (араб. غيديماغا, фр. Guidimakha) —  область на півдні Мавританії.
- Адміністративний центр - місто Селібабі.
- Площа - 10 300 км², населення - 186 697 осіб (2000 рік).

## Географія
На північному заході межує з областю Горголь, на північному сході з областю Асаба, на південному сході з Малі, на південному заході з Сенегал м по річці Сенегал.

## Адміністративно-територіальний поділ

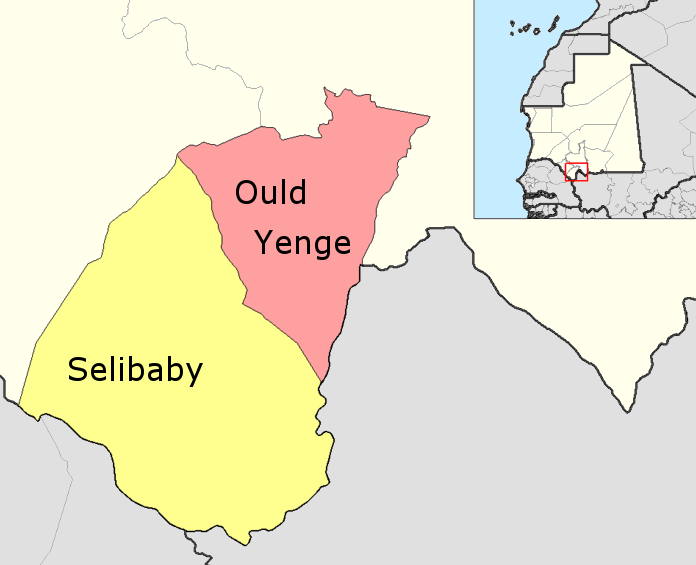
Департаменти області

Область ділиться на 2 департаменту:
- Ульд-Єнге (Ould Yenge)
- Селібабі (Selibaby)